# Az SBB jelzési rendszere

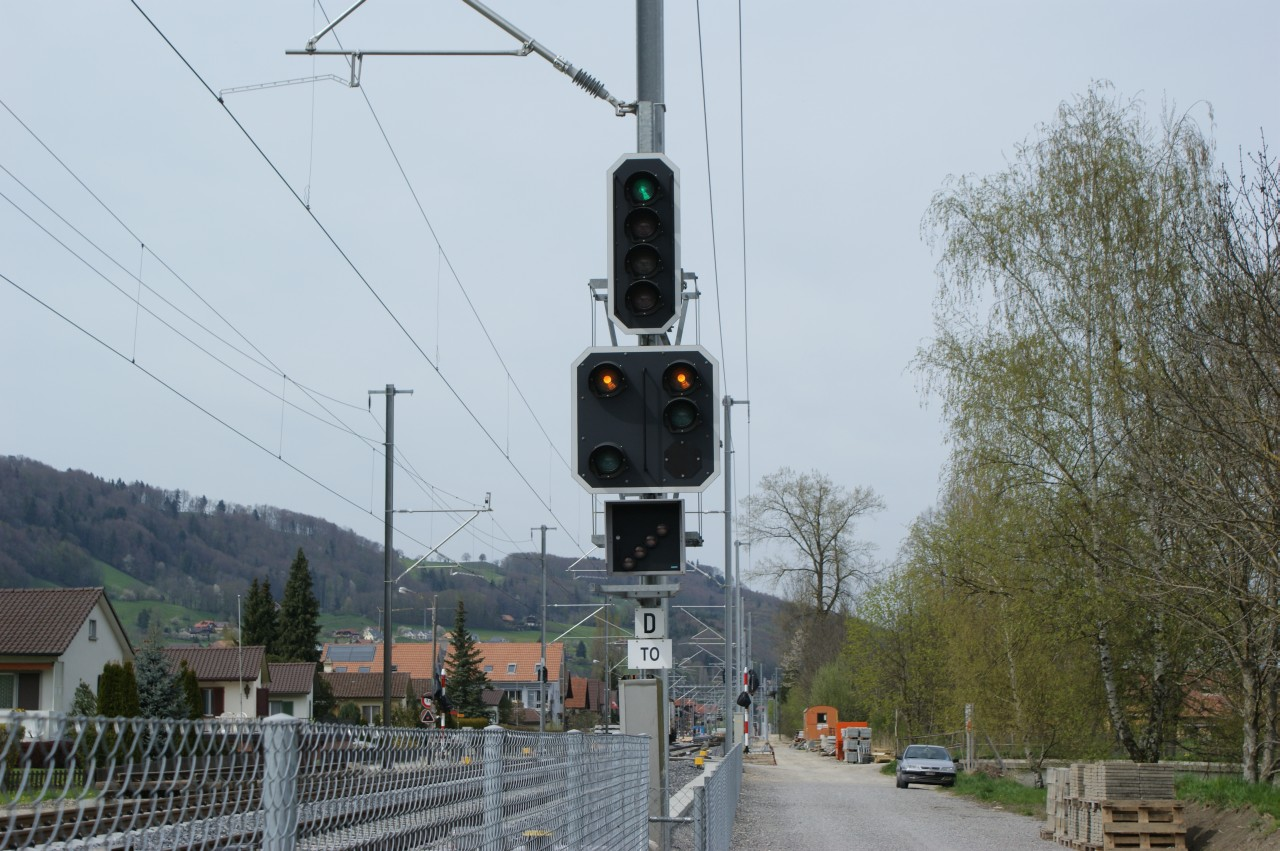
Vasúti jelző Svájcban

A Svájci Vasúti Jelző utasítások írják le egységesen a különböző jelzők használatát Svájcban működő egyes vasúttársaságok számára. Az idők folyamán alapvetően két jelzési rendszer terjedt el Svájcban. Mindkét jelzési rendszer alkalmas a 0-tól 160 km/h sebesség jelzésre, azonban 160 km/h sebesség felett vezetőállás ismétlő jelző (Führerstandssignalisierung) használata kötelező.

## Történetük
Svájci fényjelzőket két csoportra osztják, különbségük a jelzési kifejezésükből ered : L típusú (Light) csak a fényeivel fejezi ki jelzési képeit, míg az N típusú (a Numérique (digitális)) fényeivel és a számkijelzéseivel fejezi ki jelzési képeit.
Az L típusú fényjelzők sok év fejlesztési munkájának eredményei, első megjelenésük az 1940 években történt meg, melyek hosszú évek tapasztalatai alapján változtak a forgalom és a sebesség igényeinek függvényében.
Az N típusú jelzők a Rail 2000 projekt eredményei, mely a Holland NS'54 rendszerén alapul. A Holland és a Svájci rendszer között viszont alapvető különbség, hogy a svájci jelzőkben három fény egy háromszög alakú helyzetben van, míg a holland rendszerben a színek egy függőleges vonal mentén helyezkednek el. További sebesség jelzéseket mindkét rendszer a jelzőn megjelenő számértékek tizedes számértékben fejezik ki (mint az új magyar fényjelzési rendszer).

## Működésük
Mindkét rendszer jellemzője, hogy az előjelzők előjelzési képet adnak a főjelzőn lévő jelzési képekről, valamint a főjelzőhöz történő érkezés sebességéről, a főjelzőn történő áthaladás sebességéről.
A előjelzők alakja mind az N illetve mind az L típusú jelzési rendszerben négyszögletes, míg a főjelzők alakja az N típusnál kör alakúak, az L típusnál téglalap alakúak.
A jelzők elhelyezése mindig a menetiránynak megfelelő bal oldalon történik, kivéve ha a rálátás korlátozott (szabadlátás korlátozottsága).
A szabályok szerint fényjelzőkkel irányítják a vonat és tolatási forgalmat. Az N és L típusú jelzőket használják a vonat forgalom lebonyolítására, melyek jelzései nem vonatkoznak a tolatási mozgásokra. A tolatási jelzések pedig figyelmen kívül hagyandóak a vonatmozgások alkalmával.
A Svájci Szövetségi Vasút folyamatosan tér rá az N típusú jelzési rendszerre, mert 140 km/h-nál nagyobb sebességnél rugalmasabb az N jelzési rendszer, ezáltal nő a vonalat átbocsájtó képessége. A legtöbb svájci vasúttársaság az L típusú jelzési rendszert használja.

## Az L típusú jelzési rendszer
L típusú jelzési rendszer továbbra is a legelterjedtebb az országban, ez felhatalmazza a vonatot a legnagyobb sebességgel haladásra, esetleg a csökkentett sebesség alkalmazására vagy pedig a vonat megállítására.
Az L típusú jelzési rendszernél a csökkentett sebesség alkalmazásánál, ha az állomási bejárati vagy elágazás fedezőjelzőjénél, a vezetőnek tudnia kell, h a csökkentett sebességet nem a teljes útra, hanem csak a jelzőtől a fedezendő pont elhagyásáig kell azt alkalmaznia.
Megállj jelzés esetén a vezetőnek csak abban az esetben szabad a vörös jelzést meghaladnia, ha arra írásban vagy rádión kapott élőszóban utasították. Megállj jelzést adó főjelzőt meghaladnia csak olyan sebességgel szabad, hogy a vonatot (bármilyen látási viszonyok között) bármely akadály előtt biztonsággal megállítani tudja, de ez a sebesség semmilyen esetben nem lehet több mint 40 km/h. A főjelzőket azonban ki lehet egészíteni az alább bemutatott ún. "hívójelzéssel" amely főjelző használhatatlansága esetén engedélyt ad a mozdonyvezetőnek a továbbhaladásra írásbeli vagy rádión kapott parancs nélkül a továbbhaladást megtiltó jelző meghaladására (a főjelző alatt elhelyezett sárga rézsútos lámpasor, de ebben az esetben sem lehet a behaladás sebessége több mint 40 km/h). Az előbbi feltételek teljesülése hiányában a megállj jelzést adó főjelző mellett történő elhaladás esetén a vonatmegállító berendezés működésbe lép.
Állomási bejárati jelzőnél ún. előjelzővel egyesített bejárati jelzőket találhatunk ilyen esetben a bejárati árbócán helyezik el a kijárati vagy a következő bejárati jelző előjelzőjét.

## Az N típusú jelzők
Mint az előzőekből lehetett látni az N típusú jelzők kezdik kiszorítani az L típusú jelzőket az SBB hálózatáról, de más vasúttársaságok is alkalmazzák az új jelzési rendszert mint pl.: a BLS.
Az L típusú jelzésektől eltérően az N típusú jelzőknél mindig csak a jelző által adott sebességgel haladhat a vonat addig amíg a vonat egy következő jelzőhöz nem ér, majd az ott parancsot kapott parancs által meghatározott sebességgel tovább haladhat.
A sebességjelzések már nem a különböző színkombinációk segítségével jelennek meg, de a jelzési képek mindig egy szín kíséretében jelennek meg.
Az N típusú jelzők mindig két részből állnak, amelyek egy felső és egy alsó részre oszthatóak. Eszerint a jelző fölső részén egy szín jelenik meg ami lehet egy zöld, egy sárga vagy egy vörös. A jelző alsó részén pedig számok és karakterek segítségével közli a jelző jelzéseit a mozdonyvezetővel, a jelző alsó része csak akkor működik, ha a jelző jelzési képének közléséhez az szükséges.